# Fiona Morrison
Fiona Morrison (* 24. Oktober 1988 in Christchurch) ist eine ehemalige neuseeländische Leichtathletin, die sich auf den 100-Meter-Hürdenlauf spezialisiert hat und über diese Distanz 2015 Ozeanienmeisterin wurde.

## Sportliche Laufbahn
Erste internationale Erfahrungen sammelte Fiona Morrison im Jahr 2005, als sie bei den Jugendweltmeisterschaften in Marrakesch mit 14,15 s in der ersten Runde über 100 m Hürden ausschied. 2013 schied sie bei der Sommer-Universiade in Kasan mit 13,48 s im Vorlauf über 100 m Hürden aus und 2015 siegte sie in 13,57 s bei den Ozeanienmeisterschaften in Cairns. Anschließend schied sie bei den Studentenweltspielen in Gwangju mit 13,78 s in der Vorrunde über die Hürden aus und belegte mit der neuseeländischen 4-mal-100-Meter-Staffel in 45,57 s den vierten Platz. 2019 belegte sie bei den Ozeanienmeisterschaften in Townsville in 13,87 s den vierten Platz und 2021 beendete sie ihre aktive sportliche Karriere im Alter von 33 Jahren.
In den Jahren 2011, 2013 und 2014, von 2016 bis 2018 und 2020 wurde Morrison neuseeländische Meisterin im 100-Meter-Hürdenlauf sowie 2014 im 100-Meter-Lauf und 2017 in der 4-mal-100-Meter-Staffel sowie 2017 und 2019 in der 4-mal-400-Meter-Staffel.

## Persönliche Bestleistungen
- 100 Meter: 11,90 s (+1,5 m/s), 11. Februar 2017 in Hamilton
- 100 m Hürden: 13,16 s (+2,0 m/s), 3. April 2016 in Sydney